# Tkuarcsali járás
Koordináták: é. sz. 42° 52′ 25″, k. h. 41° 43′ 51″42.873611°N 41.730833°E

A Tkuarcsali járás fekvése Abháziában

A Tkuarcsali járás (abházul Тҟәарчал араион [Tkuarcsal araion], oroszul Ткуарчалский район [Tkuarcsalszkij rajon]) Abházia egyik járása az ország keleti részén, az abház-grúz határ mellett. Területe kb. 600 km², székhelye Tkuarcsal.

## Földrajza
A Nagy-Kaukázus déli oldalán fekszik. Itt található a Laskendar hegy (1373 m). Nyugati és északi szomszédja az Ocsamcsirai járás, keleti Grúzia, déli pedig a Gali járás.

## Története
1994-ben hozták létre az Ocsamcsirai járás és a Gali járás egyes részeiből.

## Nagyobb települések
- Tkuarcsal – 5013 fő (2011)
- Pervij Gal – 2256 fő
- Okum – 2239 fő
- Carcsa – 1661 fő

## Népesség
- 2003-ban 14 777 lakosa volt, melyből 8 155 fő grúz (55,2%), 5 578 abház (37,8%), 726 orosz (4,9%), 67 örmény, 66 ukrán, 44 oszét, 28 görög, 113 egyéb nemzetiségű volt.
- 2011-ben 16 012 lakosa volt, melyből 9 987 fő grúz (62,4%), 5 128 abház (32%), 537 orosz (3,4%), 67 ukrán, 56 örmény, 20 görög, 217 egyéb nemzetiségű volt.

## Képek

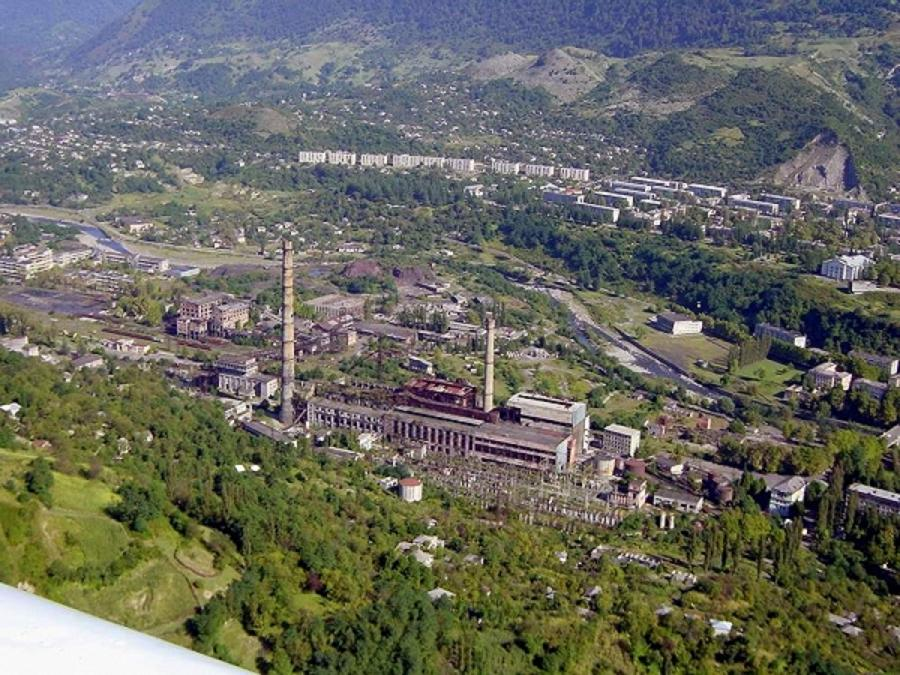
Tkuarcsal
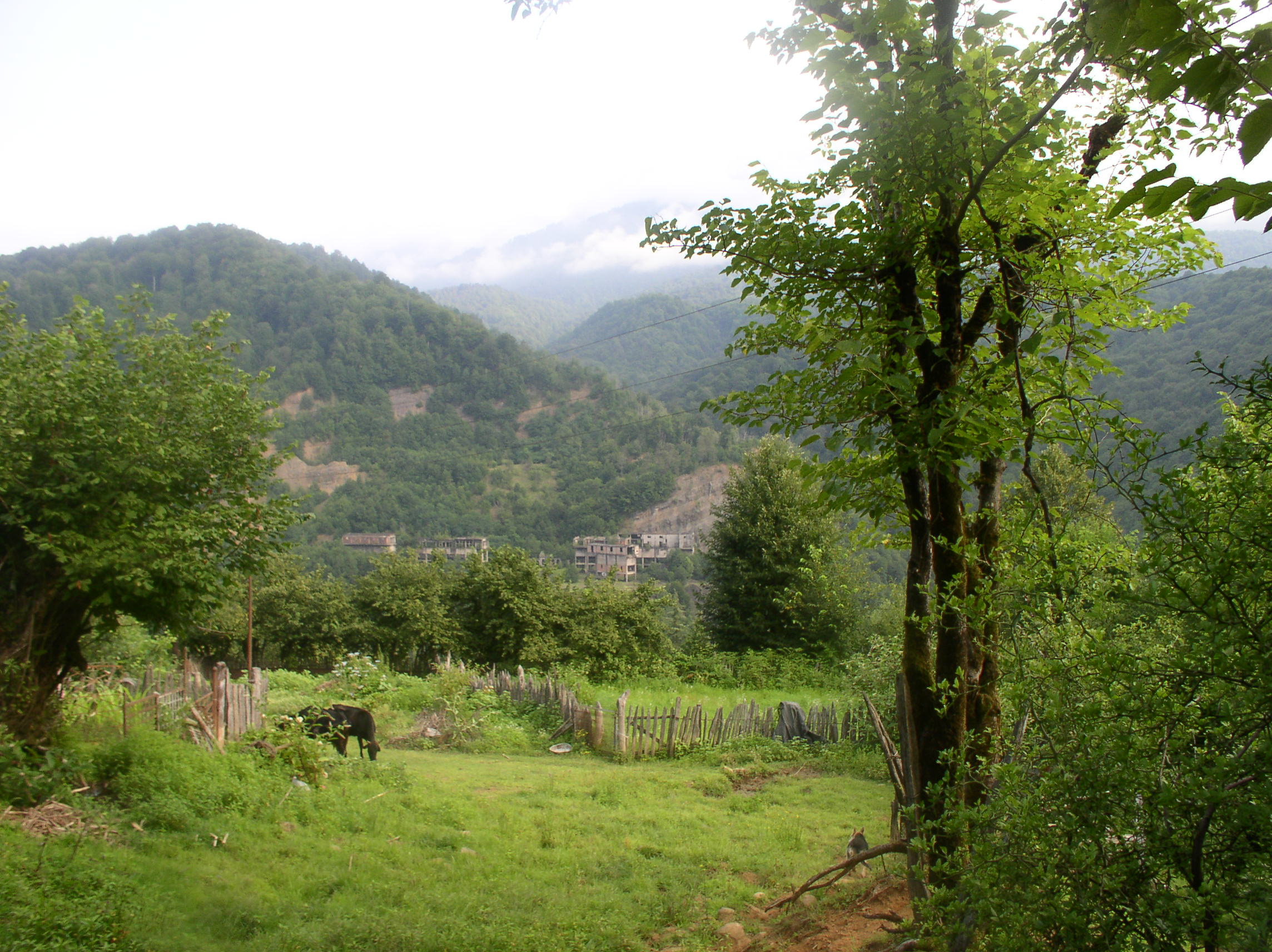
Hegyvidéki táj
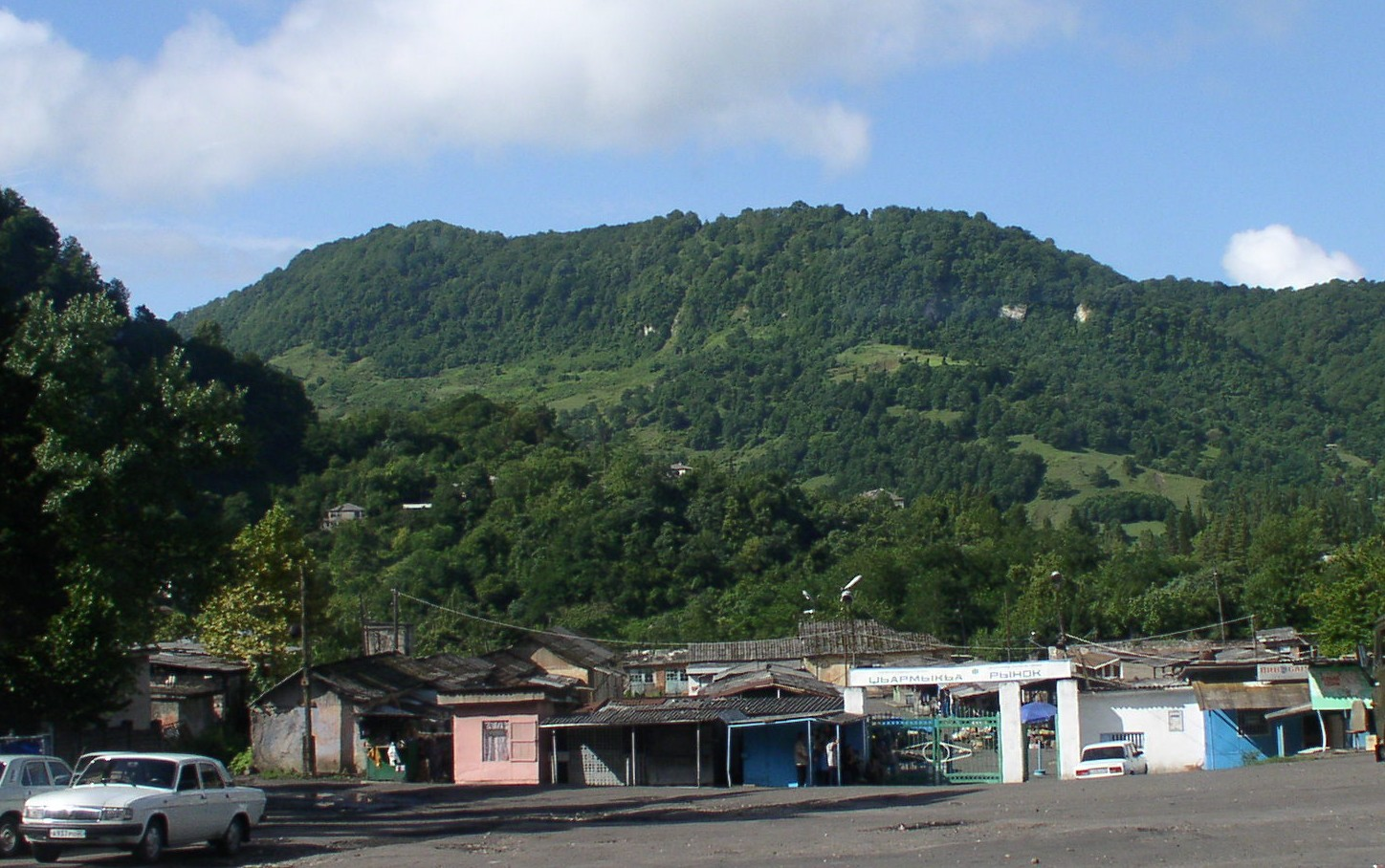
A Laskendar-hegy Tkuarcsalból nézve
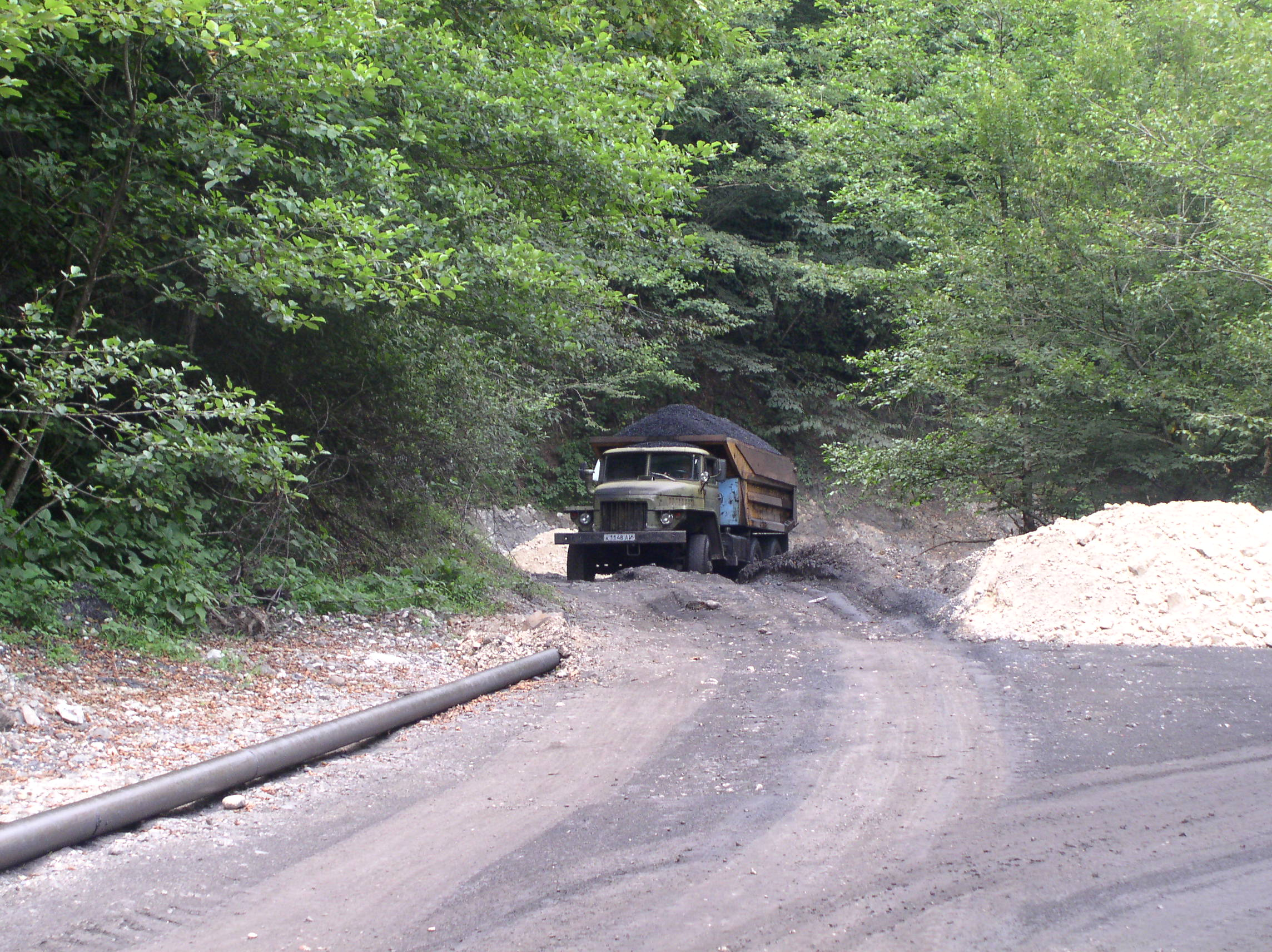
Szenet szállító Ural teherautó
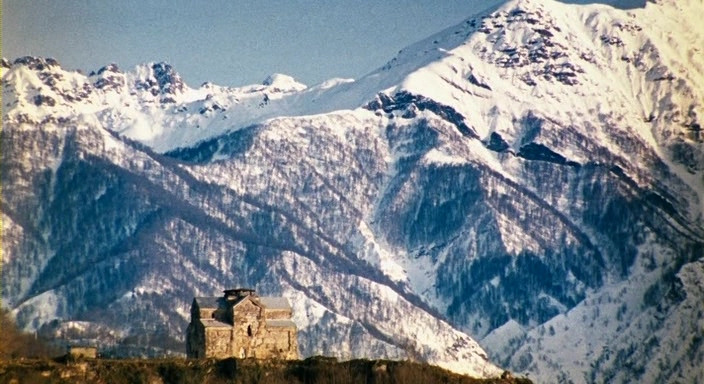
Templom Bedia mellett